# Louise Glazier

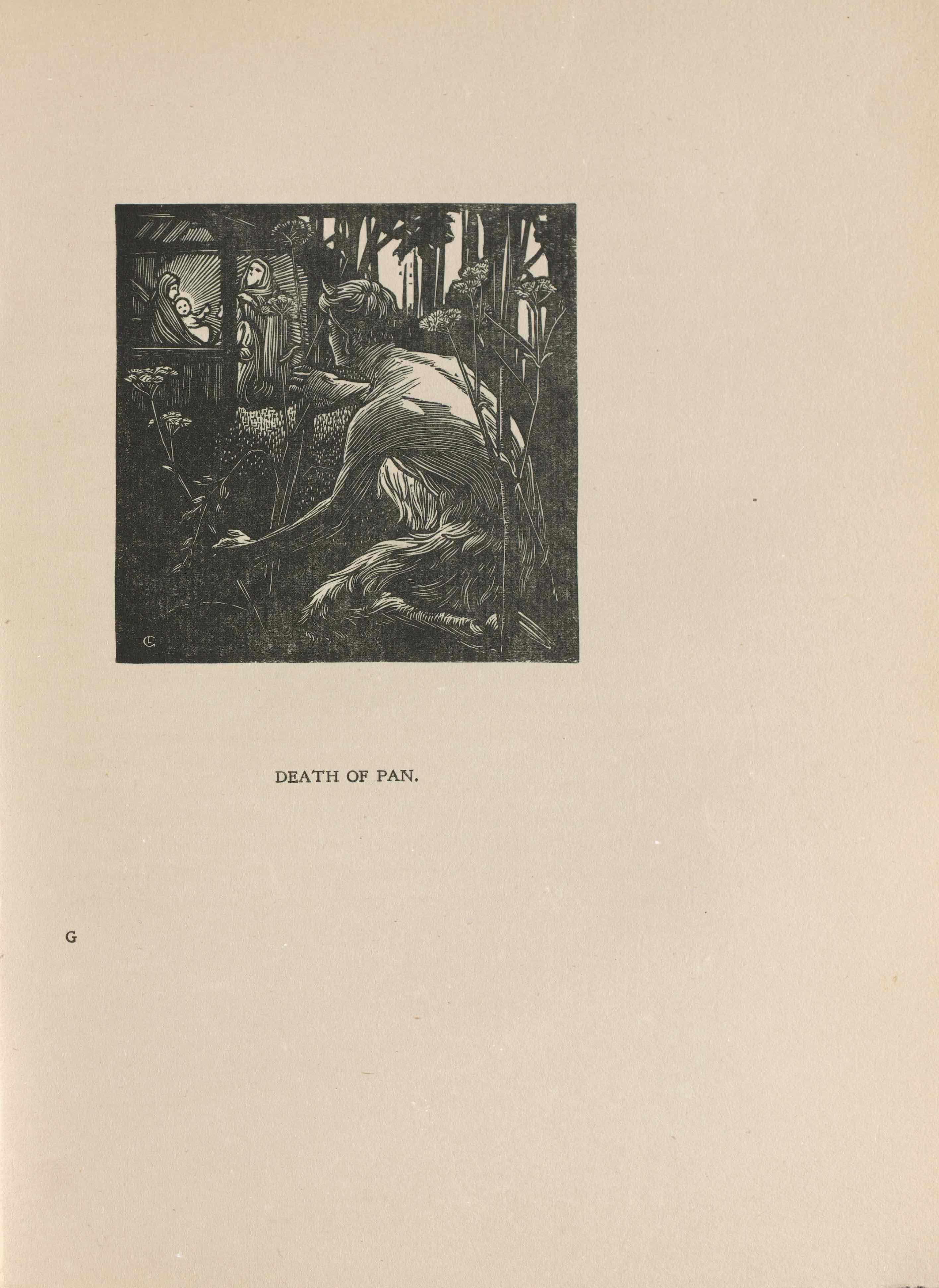
Houtsnede bij 'The Merchant Knight' in The Venture: an Annual of Art and Literature, vol. 1, 1903, p. 97.

Louise M. Glazier (Londen, 1870 - onbekende sterfplaats, 1917) was een Britse illustrator, houtgraveur en ontwerper van ex libris. 

## Werk
- 1899: 'Australian Wonderland: a Fairy Chain' (illustraties)[1]
- 1900: illustratie in het tijdschrift The Dome[1]
- 1903: 'A Book of Thirty Woodcuts. By Louise Glazier', uitgegeven bij Unicorn Press (The Unicorn Quartos No. IV).[1] Een exemplaar van deze uitgave bevindt zich in het British Museum.[2]
- 1903: "The Death of Pan", houtsnede bij 'The Merchant Knight' in The Venture: an Annual of Art and Literature, vol. 1, 1903, p. 97.[3]
- 1910: 'Animals' Tags and Tails', uitgegeven bij Elkin Mathews (tekst en illustraties)[1]

## Tentoonstellingen
Glazier stelde tentoon in de Baillie Gallery in Londen in 1903 en in de Walker Art Gallery in Liverpool.
- Library of Congress Control Number: n83196970
- Virtual International Authority File: 11229645